# Polylepis hieronymi
Polylepis hieronymi är en rosväxtart som beskrevs av Pilger. Polylepis hieronymi ingår i släktet Polylepis och familjen rosväxter. Inga underarter finns listade i Catalogue of Life.